# Ramunds bäck
Ramunds bäck är ett naturreservat i Nyköpings kommun i Södermanlands län.
Området är naturskyddat sedan 1991 och är 8 hektar stort. Reservatet omfattar ett område av bäcken som är ett tillflöde till Vretaån, och dess närmaste omgivning av barrblandskog. 